# Dekalog-Hirtenbrief
Der sogenannte Dekalog-Hirtenbrief, den die katholische Deutsche Bischofskonferenz am 12. September 1943 in allen katholischen Kirchen verlesen ließ, war die schärfste gemeinsame Äußerung der Bischöfe gegen das nationalsozialistische Regime. Er trug den Titel Die Zehn Gebote als Lebensgesetz der Völker.

## Vorgeschichte
Den Anstoß für eine gemeinsame Stellungnahme der Bischofskonferenz zu den unveräußerlichen Menschenrechten gab im März 1943 der Hildesheimer Bischof Joseph Godehard Machens, als katholische „Zigeunerkinder“ aus Heimen seiner Diözese abgeholt wurden. Der Breslauer Vorsitzende Kardinal Adolf Bertram gab den Impuls weiter an das (rheinisch-westfälische) Kevelaerer Bischofskonveniat und schlug einen Hirtenbrief zu den Zehn Geboten vor. Über den Münsteraner Moraltheologen Peter Tischleder und Dompropst Adolf Donders entstand ein Entwurf, den der Kölner Erzbischof Josef Frings in die Bischofskonferenz einbrachte. Bischof Preysing sprach in Berlin über den Entwurf mit Helmuth James Graf von Moltke vom Kreisauer Kreis. Bertram lehnte den Entwurf jedoch ab. Dieser sei „eine Abrechnung mit Regierung und Partei“, die „viel böses Blut verursachen und unserer Kirche nicht nützen würde“. Stattdessen wünschte er ein Hirtenwort, das „zeitgemäß und unpolitisch“ sein sollte.
Auf Bitten Bertrams schrieb der ihm gleich gesinnte Regensburger Bischof Michael Buchberger daraufhin einen Gegenentwurf, der von der Bischofskonferenz, die vom 17. bis 19. August 1943 in Fulda tagte, angenommen wurde. Darin erklärten die Bischöfe u. a.: „Wir können es uns ... nicht versagen, unserem tiefsten Schmerz und Grauen Ausdruck zu verleihen über die wahrhaft unmenschlichen Formen, in die der Krieg ausgeartet ist. Krieg ist der ritterliche Kampf zwischen kämpfenden Gegnern, aber Massenmorde an unschuldigen Nichtkämpfern, sogar an Kindern, Greisen und Kranken, Zerstörung von Gotteshäusern, von Werken der Kultur und christlichen Liebe, die bislang jeder Feind verschont hat, das kann nicht mehr als Krieg bezeichnet werden ... Unrecht bleibt Unrecht auch im Kriege.“ Dieses Hirtenwort wurde am 19. August 1943 veröffentlicht.
Da Bertram in Fulda fehlte, konnte er nicht verhindern, dass die Bischofsvollversammlung darüber hinaus auch den von Bertram abgelehnten Entwurf des Dekalog-Hirtenbriefs annahm, der am 12. September 1943 öffentlich verlesen wurde. Zuvor hatte auch Papst Pius XII. diesem Text „mit großer Genugtuung“  zugestimmt.

## Inhalt
Der Dekalog-Hirtenbrief dankte zunächst „den tapferen Soldaten an allen Fronten und in den Lazaretten ... für den hohen Mut und die immer gleiche Kraft, die sie alle aufbringen, um uns mit einem starken Wall gegen die Feinde zu umgeben.“ Der „toten Helden“ gedachten die Bischöfe mit einem abgewandelten Zitat des katholischen Arbeiterdichters Heinrich Lersch: „Deutschland muß leben, auch wenn wir sterben müßten.“
Danach ging der Hirtenbrief auf den Inhalt der Zehn Gebote ein. Zum fünften Gebot heißt es: „Tötung ist in sich schlecht, auch wenn sie angeblich im Interesse des Gemeinwohls verübt würde: An schuld- und wehrlosen Geistesschwachen und -kranken, an unheilbar Siechen und tödlich Verletzten, an erblich Belasteten und lebensuntüchtigen Neugeborenen, an unschuldigen Geiseln und entwaffneten Kriegs- und Strafgefangenen, an Menschen fremder Rassen und Abstammung. Auch die Obrigkeit kann und darf nur wirklich todeswürdige Verbrechen mit dem Tode bestrafen.“
Abschließend heißt es: „Alles, was wir mit Berufung auf die zehn Gebote Gottes fordern, ist die Wahrung der Gottesrechte und der in ihnen wurzelnden Menschenrechte im öffentlichen Leben der Völker. Das ist die schlichte Erfüllung unserer apostolischen Amtspflicht“.

## Beurteilung
Wie der Historiker Michael Grüttner im Handbuch der deutschen Geschichte schreibt, folgte dieser Hirtenbrief der „Taktik, Bekundungen nationaler Loyalität mit einer Kritik an der Politik des Regimes zu verknüpfen“. In den kritischen Passagen zum fünften Gebot seien die Formulierungen „so allgemein gehalten“ worden, „daß ein offener Bruch mit dem Regime vermieden wurde.“ Denn die Judenvernichtung wurde nicht direkt angesprochen.
Ähnlich konstatierte der katholische Historiker Christoph Kösters: „Der bischöfliche Widerspruch gegen die eklatanten Rechtsverletzungen erfolgte nicht durch den Bruch, sondern in der Wahrung der Loyalität gegenüber dem Staat bis zu dessen Untergang 1945. Allerdings legten die Bischöfe mit ihrem immer lauter werdenden Protest gegen die Gefährdungen der christlichen Fundamente des deutschen Staatswesens die innere totalitäre Wirklichkeit des NS-Regimes frei.“ Weiter schreibt Kösters: „Aufhalten konnten die Bischöfe die Dynamik von Gewalt, Kriegsverbrechen und rassenideologisch begründeter Vernichtung nicht.“
Für die Historikerin Antonia Leugers liegt das „Bemerkenswerte dieses Hirtenbriefes ... in der Verknüpfung der Zehn Gebote mit den Menschenrechten.“

## Text
- Konrad Hofmann (Hg.), Zeugnis und Kampf des Deutschen Episkopats. Gemeinsame Hirtenbriefe und Denkschriften, Herder, Freiburg 1946, S. 75–84.

Eine andere Fassung in:
- 1943–1945. In: Ludwig Volk (Hrsg.): Akten deutscher Bischöfe über die Lage der Lage 1933 bis 1945. Band VI. Mainz 1985, S. 184–197.

## Einzelbelege
1. ↑  Protokoll der Plenarkonferenz des deutschen Episkopats. Fulda 17.-19.08.1943. In: Ludwig Volk (Hrsg.): Akten deutscher Bischöfe. Band VI. Mainz 1985, S. 133–146, 182 f.
2. ↑  Antonia Leugers: Positionen der Bischöfe zum Nationalsozialismus und zur nationalsozialistischen Staatsautorität. In: Rainer Bendel (Hrsg.): Die katholische Schuld?: Katholizismus im Dritten Reich zwischen Arrangement und Widerstand. 2. Auflage. LIT Verlag, Münster 2004, ISBN 978-3-8258-6334-0, S. 132 (google.com [abgerufen am 18. Juli 2021]).
3. ↑  Zit. in: Konrad Hofmann (Hg.), Zeugnis und Kampf des Deutschen Episkopats. Gemeinsame Hirtenbriefe und Denkschriften, Herder, Freiburg 1946, S. 75. Diese Passage fehlt in der Dokumentation von Ludwig Volk.
4. ↑  Zit. in: Konrad Hofmann (Hg.), Zeugnis und Kampf des Deutschen Episkopats. Gemeinsame Hirtenbriefe und Denkschriften, Herder, Freiburg 1946, S. 80
5. ↑  Zit. in: Konrad Hofmann (Hg.), Zeugnis und Kampf des Deutschen Episkopats. Gemeinsame Hirtenbriefe und Denkschriften, Herder, Freiburg 1946, S. 83
6. ↑  Michael Grüttner: Das Dritte Reich. 1933–1939 (= Gebhardt. Handbuch der deutschen Geschichte. Band 19). Klett-Cotta, Stuttgart 2014, S. 446, 448.
7. ↑  Norbert Fasse: Katholiken und NS-Herrschaft im Münsterland: das Amt Velen-Ramsdorf 1918-1945. Verlag für Regionalgeschichte, 1996, ISBN 978-3-89534-135-9 (google.com [abgerufen am 18. Juli 2021]).
8. ↑  Christoph Kösters: Die deutschen katholischen Bischöfe 1933-1945. In: Christoph Kösters, Mark Edward Ruff (Hrsg.): Die katholische Kirche im Dritten Reich. 2. Auflage. Verlag Herder GmbH, 2018, ISBN 978-3-451-83700-5, S. 90 (google.de [abgerufen am 18. Juli 2021]).
9. ↑  Christoph Kösters: Die deutschen katholischen Bischöfe 1933-1945. In: Christoph Kösters, Mark Edward Ruff (Hrsg.): Die katholische Kirche im Dritten Reich. Verlag Herder, 2018, ISBN 978-3-451-83700-5, S. 89 (google.de [abgerufen am 18. Juli 2021]).
10. ↑  Antonia Leugers: Positionen der Bischöfe zum Nationalsozialismus und zur nationalsozialistischen Staatsautorität. In: Rainer Bendel (Hrsg.): Die katholische Schuld?: Katholizismus im Dritten Reich zwischen Arrangement und Widerstand. 2. Auflage. LIT Verlag, Münster 2004, ISBN 978-3-8258-6334-0, S. 132 (google.com [abgerufen am 18. Juli 2021]).